# Chorizema ilicifolium
Chorizema ilicifolium är en ärtväxtart som beskrevs av Jacques-Julien Houtou de La Billardière. Chorizema ilicifolium ingår i släktet Chorizema och familjen ärtväxter. Inga underarter finns listade i Catalogue of Life.